# Diamer
Diamer è una delle tre divisioni amministrative della regione di Gilgit-Baltistan, in Pakistan. Chilas è il capoluogo della divisione e anche della omonimo distretto.

## Suddivisioni della divisione
- Distretto di Astore
- Distretto di Diamer